# Wenetowie (Bretania)

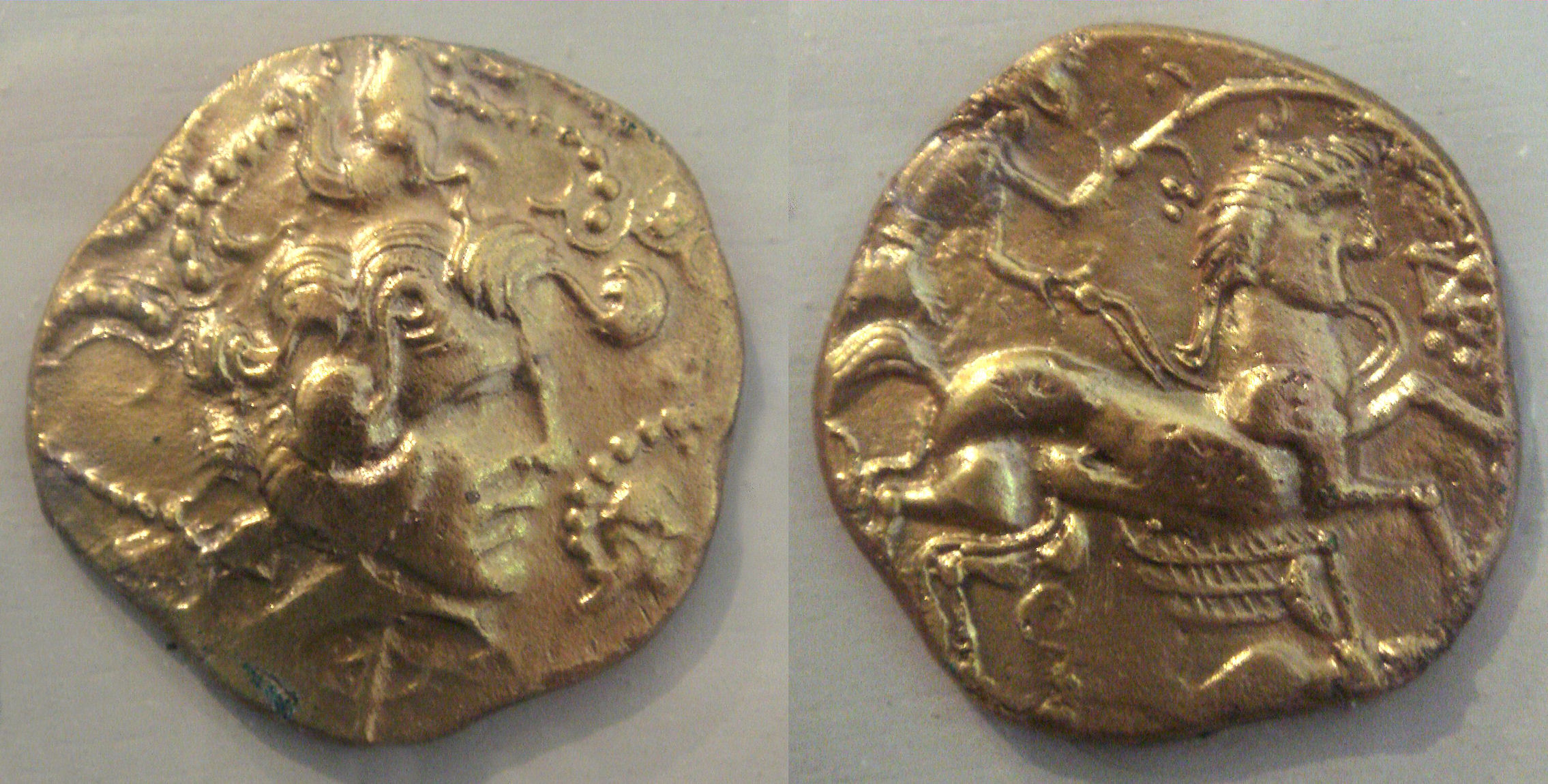
Monety Wenetów, V-I wiek p.n.e.

Wenetowie wśród plemion na terenie Armoryki (Bretanii)

Wenetowie – plemię celtyckie, w starożytności zasiedlające Armorykę (obecnie Bretanię).
Miasta Wenetów były lokowane na końcach przylądków i cypli, co – szczególnie wobec występowania znacznych przypływów morza – stanowiło atut obronny zarówno wobec ataków ze strony lądu, jak i morza. Ich stolicą było miasto Gwened, które dało nazwę współczesnemu Vannes (łac. Darioritum).
Wenetom przypisywano duże znaczenie pośród plemion z racji posiadania portów, silnej floty i umiejętności żeglowania oraz utrzymywania kontaktów z Brytanią; z tej racji sąsiednie plemiona korzystające z morza płaciły Wenetom daniny.
W 57 r. p.n.e. Wenetowie popadli w konflikt z Rzymem w toku prowadzonej pod wodzą Juliusza Cezara ekspansji i podboju Galii. Wenetowie stawiali opór o wysokiej skuteczności wynikającej z wykorzystania własności obronnych ich osad, jak również możliwości porzucania siedlisk i przenoszenia ludności drogą morską w inne miejsce.
W zaistniałej sytuacji Cezar nakazał budowę okrętów. Bitwę morską przeciw naprędce zbudowanej flocie rzymskiej stoczyły plemiona celtyckie pod wodzą Wenetów w 56 roku p.n.e. u ujścia Loary. Galowie zostali pokonani mimo dużej liczebności swoich sił (ponad dwieście bojowych jednostek pływających).
Klęska Wenetów i utrata przez nich całej floty skłoniła ich do rokowań, które skończyły się dla plemienia tragicznie: po podporządkowaniu się Cezarowi cała starszyzna została zgładzona, a reszta plemienia została sprzedana w niewolę.